# Salabarde
Une salabarde est une espèce de grande épuisette utilisée pour passer les prises de la pêche à la senne dudit filet de pêche au navire senneur. Cette épuisette est maniée par des treuils pour puiser le thon dans la poche formée par la senne.